# Alexius Meinong

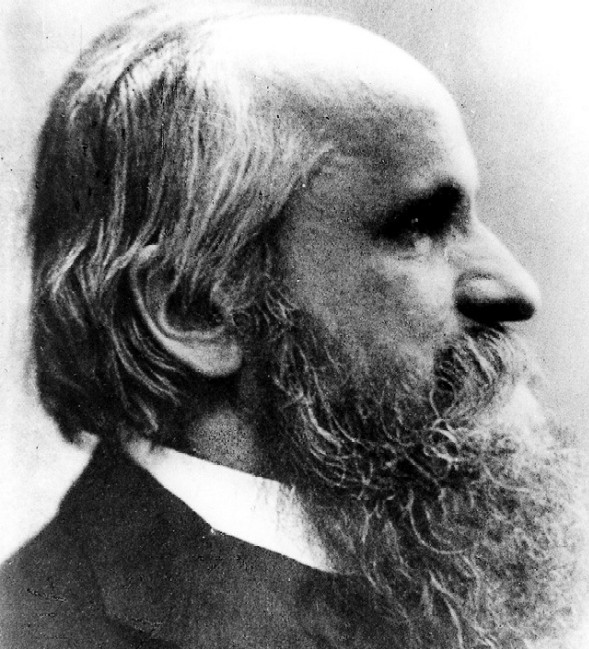
Alexius Meinong

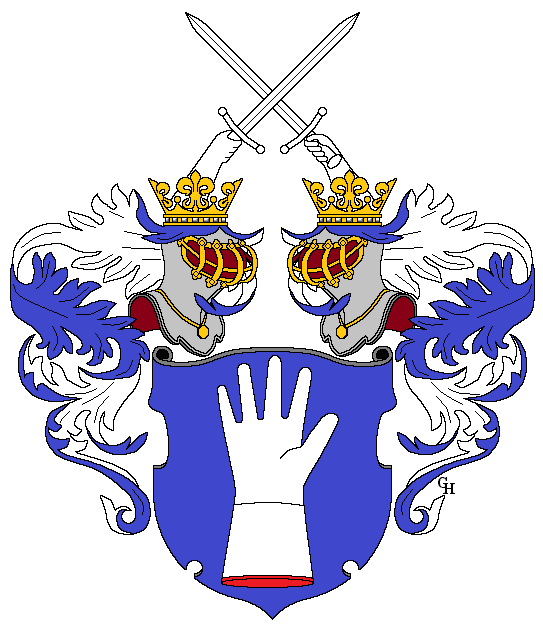
Wappen der Familie Meinong von Handschuchsheim, verliehen 1851.

Alexius Meinong Ritter von Handschuchsheim (* 17. Juli 1853 in Lemberg; † 27. November 1920 in Graz) war ein österreichischer Philosoph und Psychologe, bekannt vor allem für seine Gegenstandstheorie, die vom Gedankengut seines Lehrers Franz Brentano geprägt ist.

## Leben
Alexius Meinong stammte aus einer kinderreichen Familie. Seine Eltern waren der österreichische Offizier Anton von Meinong (1799–1870) und dessen Gemahlin Wilhelmine, geb. Sófalvi. Anton von Meinong wurde am 17. Oktober 1851 mit dem Prädikat „von Handschuchsheim“ in den erblichen österreichischen Ritterstand erhoben, am 27. Juni 1858 zum Generalmajor ernannt und am 30. August 1859 pensioniert.
Alexius Meinong wuchs in Wien auf, wo er von 1868 bis 1870 das Akademische Gymnasium besuchte. Anschließend studierte er Geschichte an der Wiener Universität und promovierte 1874. In der Folge wandte er sich jedoch, nachdem er sich im Herbst 1874 als ordentlicher Hörer in die juristische Fakultät eingetragen hatte, Ende des Wintersemesters 1874/75 der Philosophie Franz Brentanos zu. 1878 habilitierte er sich bei Brentano und unterrichtete als Privatdozent Philosophie an der Universität Wien. 1882 wurde er auf ein Extraordinariat für Philosophie an der  Karl-Franzens-Universität Graz berufen und dort 1889 zum ordentlichen Professor ernannt. Bis zu seinem Tode 1920 wirkte er in Graz, wo er die so genannte Grazer Schule begründete. 1886/87 begann er experimentalpsychologische Übungen abzuhalten und richtete 1894 das erste experimentalpsychologische Laboratorium in Österreich ein („Psychologisches Laboratorium der Universität Graz“).
Er ist auf dem St.-Leonhard-Friedhof in Graz beigesetzt. Sein Nachlass befindet sich in der Universitätsbibliothek Graz.
Kerngedanke der Gegenstandstheorie ist, dass jeder Wahrnehmungsakt und generell jedes Erleben „intentional“ in dem Sinne ist, dass sein Inhalt „auf etwas gerichtet“ ist, auf einen „Gegenstand“ Bezug nimmt.

## Werke
- Über philosophische Wissenschaft und ihre Propädeutik. Wien 1885.
- Psychologisch-ethische Untersuchungen zur Werth-Theorie. Festschrift der K. K. Karl-Franzens-Universität zur Jahresfeier am 15. November 1894. Graz 1894.
- Über die Stellung der Gegenstandstheorie im System der Wissenschaften. Leipzig 1907.
- Über Annahmen. Leipzig 1910.
- Über emotionale Präsentation. Wien 1917.
- Zum Erweise des allgemeinen Kausalgesetzes. Wien 1918.
- Philosophenbriefe – Aus der wissenschaftlichen Korrespondenz. (Hrsg. mit Anm. von R. Kindinger). Graz 1965.
- Alexius Meinong, Guido Adler: Alexius Meinong und Guido Adler: eine Freundschaft in Briefen. Amsterdam 1995, ISBN 90-5183-867-0.
- Über die Erfahrungsgrundlagen unseres Wissens. 2006, ISBN 3-86550-938-X.

## Werkausgabe
- Alexius Meinong: Gesamtausgabe. Hrsg. u. a. von Rudolf Haller und Roderick Chisholm. 7 Bände. Akademische Druck und Verlagsanstalt, Graz 1968–1978.
- Alexius Meinong: Kolleghefte und Fragmente. Schriften aus dem Nachlass. Ergänzungsband zur Gesamtausgabe. Hrsg. von Rudolf Haller. Akademische Druck und Verlagsanstalt, Graz 1978.